# Šentjur
Šentjur là một khu tự quản (tiếng Slovenia: občine, số ít – občina) trong vùng Savinjska của Slovenia. Šentjur có diện tích 222.3 km2, dân số là theo điều tra ngày 31 tháng 3 năm 2002 là 18470 người. Thủ phủ khu tự quản Šentjur đóng tại Šentjur pri Celju.